# Jagenberg-Fabrik

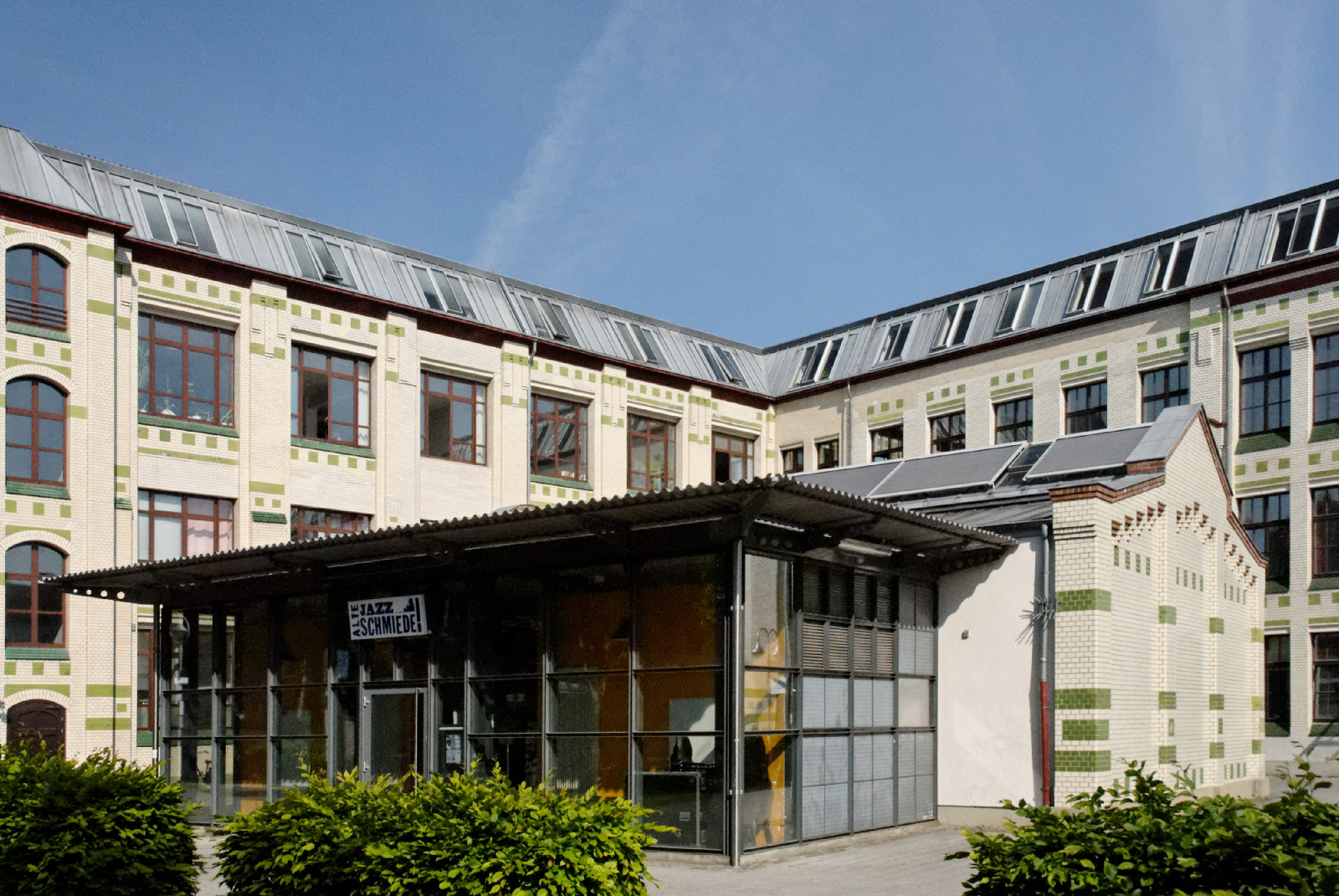
Jazz-Schmiede in der ehemaligen Jagenberg-Fabrik

Mit Jagenberg-Fabrik wurde, insbesondere in den 1980er und 1990er Jahren, ein etwa zehn Morgen (2,5 Hektar) großes ehemaliges Industriegelände am Rande des südlich der Innenstadt gelegenen Düsseldorfer Stadtteils Bilk bezeichnet, das 1904 von Jagenberg, einem früheren Papiergroßhändler und nun Hersteller von papierverarbeitenden Maschinen, zum Neubau von Fertigungs- und Verwaltungsgebäuden erworben worden war. Ziel des Kaufs war die Konzentration aller Teile des stark wachsenden, auf mehrere zentral in Bilk gelegene Grundstücke verteilten Unternehmens auf einem einzigen großen Gelände mit weiteren Flächenreserven. Das Gelände wurde 1984 aufgegeben und von der Stadt Düsseldorf erworben.

## Geschichte

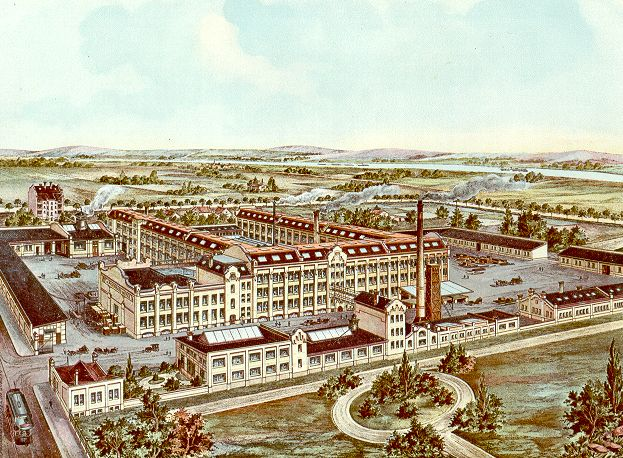
Salzmannbau – malerische Darstellung der geplanten Fabrik 1904

Die von Heinrich Salzmann und seinem Partner Ganzlin geplante und errichtete Fabrik wurde 1906 eingeweiht. Im Laufe der Zeit kam es mehrfach zu Erweiterungen. 1953 umfasste das Werk 40.000 m² nutzbare Fläche. Nachdem bereits 1971 die Produktion in einem neuen Werk im Neusser Ortsteil Grimlinghausen jenseits des Rheins aufgenommen worden war, verließ 1983 der letzte Produktionsbereich das alte Werk in Bilk Richtung Neuss. 1984 zog auch die Verwaltung aus dem Hauptgebäude des Geländes, dem Salzmannbau, in das neue, zentrale Gebäude am Düsseldorfer Kennedydamm. Der Salzmannbau wurde noch im September unter Denkmalschutz gestellt.
Zeitgleich gründeten einige Architekten und Stadtplaner eine Projektgruppe Jagenberg, die sich für den Erhalt und die Umwidmung der Gebäude für Arbeits-, Kultur- und Wohnzwecke einsetzte. Wenige Monate später entstand eine Bürgerinitiative Uns Jagenberg mit demselben Ziel. Im September 1985 wurde der Verein Leben in der Fabrik e. V. gegründet. Im Dezember erwarb die Stadt Düsseldorf das Gelände, nachdem sie von der Landesregierung Nordrhein-Westfalens eine schriftliche Zusage für Fördermittel erhalten hatte.
Nach mehrjährigem Zusammenwirken des Vereins mit der vom Stadtplanungsamt beauftragen Landesentwicklungsgesellschaft NRW (LEG) erfolgte im September 1994, zehn Jahre nach der Denkmalschutzverfügung, eine offizielle Eröffnungsfeier der LEG für 85 Wohnungen und 30 Künstler-Ateliers. Ein weiteres Jahr später, im September 1995, wurde die zu einem Ort für Kulturveranstaltungen umgebaute Alte Schmiede eröffnet, die ebenfalls zur Jagenberg-Fabrik gehörte, jedoch nicht unter Denkmalschutz gestellt wurde. Sie trägt heute die Bezeichnung Jazz-Schmiede.
Im Flügel Himmelgeister Straße Nr. 107e befindet sich der von Künstlern geleitete Ausstellungsraum NKR (Neuer Kunstraum) – 1994 gegründet, heute finanziert durch die Landeshauptstadt Düsseldorf.